# 日照鋼鐵

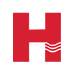
公司商标

日照鋼鐵是中國的一間製鋼公司，由杜雙華於2003年創立，公司的生產基地位於山東日照市。

## 歷史
2003年，杜雙華的京華創新集團和萊鋼集團協議共同創立日照鋼鐵，雙方各佔50%的股份。後來，萊鋼集團因合作雙方意見分歧而退出。
2003年3月31日，日照鋼鐵正式開工奠基，從開工建設到正式投產僅用了181天。日照鋼鐵其後急速發展，日照鋼鐵鋼產量由2004年的107萬噸，升至2007年的775萬噸，銷售收入286億元人民幣，利稅達到72.45億元。
2009年，日照鋼鐵把旗下核心資產日照型鋼有限公司、日照鋼鐵有限公司和日照鋼鐵軋鋼有限公司各30%、30%和25%股權注入開源控股。

## 連結
- 日照鋼鐵公司網頁 （页面存档备份，存于）